# James A. Hamill

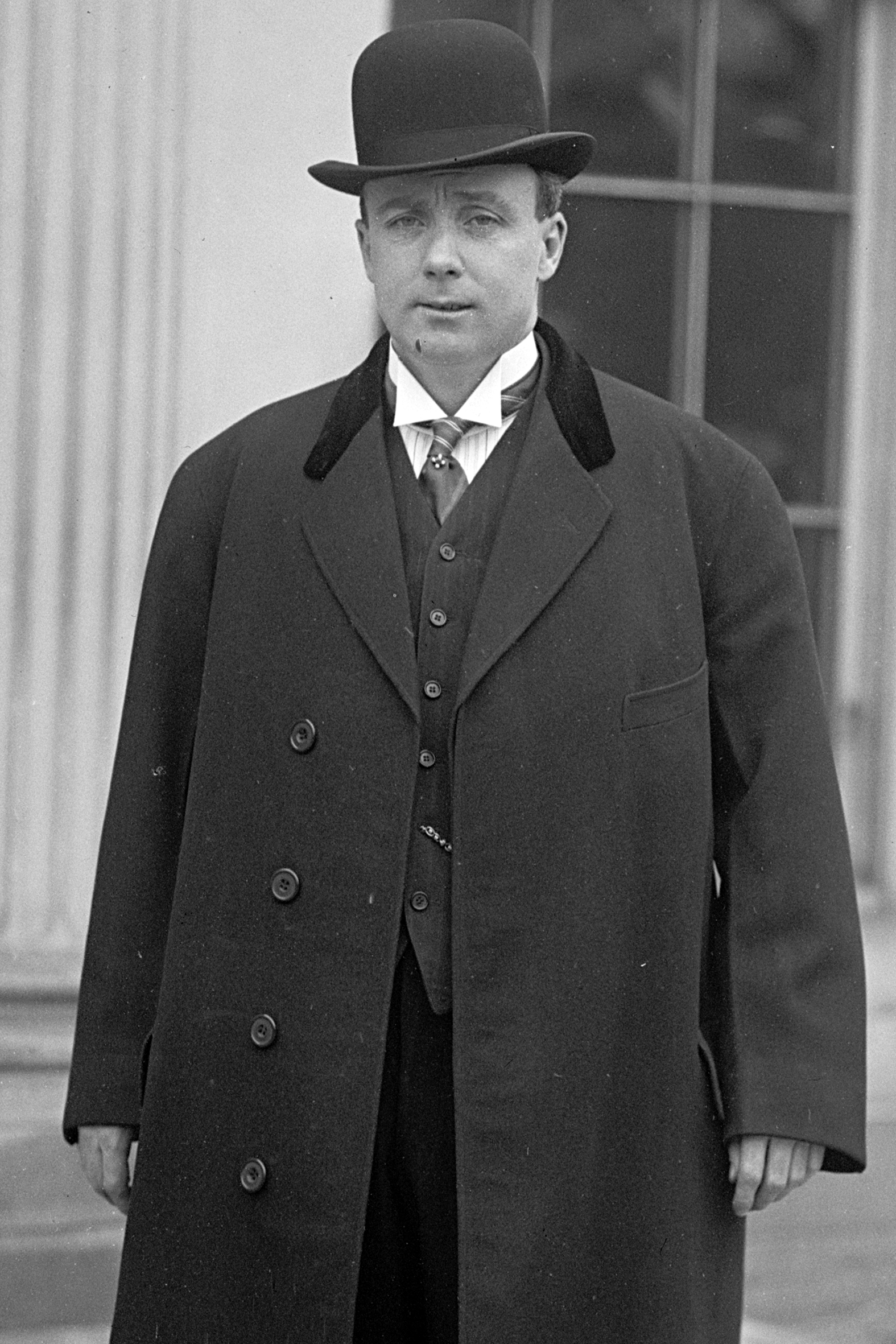
James A. Hamill (1914)

James Alphonsus Hamill (* 30. März 1877 in Jersey City, New Jersey; † 15. Dezember 1941 ebenda) war ein US-amerikanischer Politiker. Zwischen 1907 und 1921 vertrat er den Bundesstaat New Jersey im US-Repräsentantenhaus.

## Werdegang
James Hamill besuchte die St. Bridget’s Academy und danach bis 1897 das St. Peter’s College in Jersey City. Nach einem anschließenden Jurastudium an der New York Law School und seiner im Jahr 1900 erfolgten Zulassung als Rechtsanwalt begann er in Jersey City in diesem Beruf zu arbeiten. Gleichzeitig schlug er als Mitglied der Demokratischen Partei eine politische Laufbahn ein. Zwischen 1902 und 1905 war er Abgeordneter in der New Jersey General Assembly. Im Jahr 1908 nahm er als Delegierter an der Democratic National Convention in Denver teil, auf der William Jennings Bryan zum dritten Mal als Präsidentschaftskandidat nominiert wurde.
Bei den Kongresswahlen des Jahres 1906 wurde Hamill im zehnten Wahlbezirk von New Jersey in das US-Repräsentantenhaus in Washington, D.C. gewählt, wo er am 4. März 1907 die Nachfolge von Allan Langdon McDermott antrat. Nach sechs Wiederwahlen konnte er bis zum 3. März 1921 sieben Legislaturperioden im Kongress absolvieren. Seit 1913 vertrat er den damals neu eingerichteten zwölften Distrikt seines Staates. Von 1911 bis 1919 war er Vorsitzender des Committee on Elections No. 2. Zwischen 1915 und 1917 leitete er auch den Ausschuss zur Reform des öffentlichen Dienstes. In seine Zeit als Kongressabgeordneter fiel der Erste Weltkrieg. Außerdem wurden in dieser Zeit der 16., der 17., der 18. und der 19. Verfassungszusatz ratifiziert. Im Jahr 1919 vertrat Hamill auf den Friedensverhandlungen in Paris die Interessen der aus der Ukraine stammenden amerikanischen Staatsbürger.
1920 verzichtete James Hamill auf eine weitere Kongresskandidatur. Nach dem Ende seiner Zeit im US-Repräsentantenhaus praktizierte er als Anwalt in Jersey City und New York City. Außerdem befasste er sich mit der französischen Literatur. Dafür wurde er als Ritter (Chevalier) in die französische Ehrenlegion aufgenommen. Von 1932 bis 1941 war Hamill Berater seiner Heimatstadt Jersey City. Er starb am 15. Dezember 1941 und wurde in Jersey City beigesetzt.